# 2 Guns
2 Guns (titulada Armados y Peligrosos en Hispanoamérica y Dos armas letales en España) es una película estadounidense de acción y comedia dirigida por el director islandés Baltasar Kormákur y protagonizada por Denzel Washington y Mark Wahlberg, basada en una serie de cómics del mismo nombre publicada por Boom! Studios. La película se estrenó el 2 de agosto de 2013, y se encontró con críticas positivas de los críticos. Es la primera película de comedia de Denzel Washington desde La mujer del predicador de 1996.

## Argumento
Los delincuentes Robert Trench (Denzel Washington) y Michael Stigman (Mark Wahlberg) son interrogados por la Patrulla Fronteriza de los Estados Unidos después de un encuentro con el narcotraficante Manny «Papi» Greco (Edward James Olmos) en México. Desconocido para Stigman, Trench es un agente encubierto de la DEA e informa a su superior, Jessup (Robert John Burke), que no pudo adquirir cocaína de Greco para usarla como evidencia para incriminarlo.
Contra las órdenes de Jessup, Trench decide permanecer encubierto y ayudar a Stigman a robar tres millones de dólares a Greco, para que pueda incriminarlo por lavado de dinero. Trench más tarde se reúne con su amante, Deb Rees (Paula Patton), quien está involucrada con otro hombre, así, mientras Stigman, un especialista en inteligencia encubierto de la armada estadounidense, se reúne con su comandante en jefe, Harold Quince (James Marsden), quien ordena a Stigman matar a Trench para que la marina pueda utilizar el dinero robado para financiar operaciones encubiertas no autorizadas.
Durante el atraco, Trench y Stigman se sorprenden al descubrir $43.125.000 (en vez de $3 millones) en la bóveda. Tras el atraco, Stigman sigue las órdenes de traicionar a Trench y escapar con el dinero, pero al querer sacar su arma se da cuenta de que Trench está a punto de sacar la suya. Luego dispara a Trench en el hombro, sin la intención de matarlo. Al darse cuenta de esto, Quince ordena asesinar a Stigman, pero este escapa después de enterarse de que el dinero será transferido a una base de la Marina en Corpus Christi. Mientras tanto, un hombre llamado Earl (Bill Paxton) interroga agresivamente al director del banco por el dinero que Trench y Stigman robaron de él y también interroga al veterinario que cura las heridas de Trench acerca de su paradero.
Trench va al apartamento de Stigman para averiguar donde llevó el dinero, solo para que Stigman haga contacto con él desde su puesto de francotirador. Un escuadrón de asalto enviado por Quince ataca el apartamento, pero Trench y Stigman logran escapar. Trench visita a Jessup para decirle lo que pasó, pero Earl y sus hombres están allí esperando. Earl mata a Jessup e inculpa a Trench por el asesinato y lo deja ir, prometiéndole limpiar el crimen si devuelve los $43 millones. Trench y Stigman secuestran a Greco y lo interrogan en el garaje de la casa de Deb, donde se enteran de que Earl es asociado de Greco en una operación negra, y que el dinero robado pertenece a la CIA.
El garaje es atacado por otro escuadrón, liderado por Quince, y el trío termina siendo capturado por Greco y llevado a su granja en México. Después de golpearlos y recibir la visita de Earl, Greco les da 24 horas para robar de nuevo el dinero a la armada, con la condición de que si fallaban, asesinaría a Deb.
En la base, Trench se infiltra en la oficina de Quince, solo para descubrir que Quince es el novio de Deb, y que habían planeado robar el dinero para ellos mismos. Mientras tanto, Stigman le pide ayuda al Almirante Tuway (Fred Ward). Tuway ordena el arresto de Quince, y trata de evitar que Stigman empañe la reputación de la Marina por lo que también ordena su arresto. Quince evade el arresto, al igual que Stigman. Incapaz de encontrar el dinero, Trench piensa que es demasiado tarde para evitar que Greco mate a Deb. Más tarde se da cuenta de que el dinero está en una habitación de motel que él y Deb frecuentaban y va a ayudar a Stigman, que había regresado a la granja de Greco solo para vengarse.
Allí, Stigman es rodeado por los secuaces de Greco hasta que Quince y Earl intervienen. Trench llega en un coche con el dinero robado, y luego lo detona, esparciendo los billetes por todas partes, lo que conduce a un tiroteo masivo. Durante un enfrentamiento entre Quince, Earl, Trench, y Stigman, Earl revela que la CIA tiene otros 20 bancos secretos, y la pérdida de los $43 millones solo es una pérdida menor. Stigman dispara a Earl, y Trench dispara a Quince. Trench y Stigman matan a Greco y escapan, pero antes Trench dispara a Stigman en la pierna como venganza por haberle disparado en el desierto. Se alejan planeando robar los demás bancos secretos de la CIA y frustrar sus operaciones negras. Trench revela a Stigman que no explotó todo el dinero y que había escondido una parte lejos.

## Reparto
- Denzel Washington como el agente especial de la DEA, Robert Lynn «Bobby» Trench.
- Mark Wahlberg como el Suboficial mayor de la armada estadounidense, Michael «Stig» Stigman.
- Paula Patton como la agente especial de la DEA, Deb Rees.
- Bill Paxton como Earl.
- James Marsden como el capitán de corbeta, Harold Quince.
- Fred Ward como el contraalmirante Tuwey.
- Edward James Olmos como Manny «Papi» Greco.
- Robert John Burke como el agente especial de la DEA, Jessup.

## Producción
La película es una adaptación de la serie de cómics del mismo nombre creada por Steven Grant. Sin embargo, se ha notado por The Observer que también evoca aspectos del thriller de 1973, Charley Varrick. Las películas tienen tramas similares y en ambos casos el banco robado se ubica en Tres Cruces, Nuevo México.
El rodaje tuvo lugar en Nueva Orleans, Luisiana y zonas a lo largo de Nuevo México. 2 Guns fue el segundo trabajo conjunto de Wahlberg y Kormákur, después de haber trabajado juntos en la película Contrabando. También marca la segunda colaboración entre Washington y Patton después de haber estelarizado juntos en Déjà Vu.

## Crítica
2 Guns recibió opiniones mixtas de los críticos. Basado en 164 críticas Rotten Tomatoes le da una calificación global de 64%; el consenso del sitio dice: «Formulista y a menudo chocantemente violenta, 2 Guns apoya su atractivo en la interacción entre sus carismáticas y bien combinadas estrellas». Metacritic le dio una calificación de 55 sobre 100, basado en 43 críticas, lo que indica críticas mixtas o promedio. 
Ben Kenigsberg de The A.V. Club dio a la película una calificación de C+. Peter Bradshaw de The Guardian dio a la película 2 estrellas de 5. R. Kurt Osenlund de Slant Magazine dio a la película 2 de 4 estrellas; «Es notablemente más extraño que 2 Guns tiene el deseo de hacer declaraciones sociopolíticas improvisadas, pero no la voluntad de llevarlas a cualquier lugar de manera verdaderamente provocativa», escribió. Peter Travers de Rolling Stone también dio a la película 2 de 4 estrellas, comentando que la película no hizo el esfuerzo extra. Lisa Kennedy del Denver Post dio a la película 3 de 4 estrellas, escribiendo que «los mayores cañones que esta película de acción blande son las estrellas Denzel Washington y Mark Wahlberg que tienen muy diferentes estilos de actuación que funcionan sorprendentemente bien juntos».

## Taquilla
La película recaudó $75,612,46 en los Estados Unidos y $56,327,951 en otros países, con una recaudación mundial de $131,940,411 frente a un presupuesto de $61,000,000, después de haber debutado en la cima de la taquilla con $27.059.130 en su primer fin de semana.